# Юнацький чемпіонат Європи з футболу (U-18) 1990
Чемпіонат Європи з футболу серед юнаків віком до 18 років 1990 року — пройшов в Угорщині з 24 по 29 липня. Переможцем стала збірна СРСР, яка у фіналі перемогла збірну Португалії із рахунком 4:2 (по пенальті, основний час 0:0).

## Учасники
- Бельгія
- Англія
- Угорщина (господарі, кваліфікувались через відбірний турнір)
- Португалія
- Ірландія
- СРСР
- Іспанія
- Швеція

## Чвертьфінали
| 24 липня 1990 |

| Англія | 1 – 1    | Бельгія |
| ------ | -------- | ------- |
|        |          |         |
|        | Пенальті |         |
|        | 5–4      |         |

| Ньїредьгаза |

| 24 липня 1990 |

| СРСР | 3 – 0 | Швеція |
| ---- | ----- | ------ |
|      |       |        |

| Дебрецен |

| 24 липня 1990 |

| Португалія | 1 – 1    | Угорщина |
| ---------- | -------- | -------- |
|            |          |          |
|            | Пенальті |          |
|            | 3–1      |          |

| Бекешчаба |

| 24 липня 1990 |

| Іспанія | 3 – 0 | Ірландія |
| ------- | ----- | -------- |
|         |       |          |

| Дьюла |

## Півфінали

### 5-те— 8-ме місця
| 26 липня 1990 |

| Швеція | 6 – 0 | Бельгія |
| ------ | ----- | ------- |
|        |       |         |

| Ньїредьгаза |

| 26 липня 1990 |

| Ірландія | 1 – 0 | Угорщина |
| -------- | ----- | -------- |
|          |       |          |

| Сарваш |

### 1-ше— 4-те місця
| 26 липня 1990 |

| Португалія | 2 – 1 | Іспанія |
| ---------- | ----- | ------- |
|            |       |         |

| Дьюла |

| 26 липня 1990 |

| СРСР | 3 – 1 | Англія |
| ---- | ----- | ------ |
|      |       |        |

| Дебрецен |

## Матч за 3-тє місце
| 29 липня 1990 |

| Іспанія | 1 – 0 | Англія |
| ------- | ----- | ------ |
|         |       |        |

| Бекешчаба |

## Фінал
| 29 липня 1990 |

| СРСР                                  | 0 – 0    | Португалія            |
| ------------------------------------- | -------- | --------------------- |
|                                       |          |                       |
|                                       | Пенальті |                       |
| Похлебаєв · Кандауров · Лукін · Шаран | 4–2      | Бенту · Фігу · Шав'єр |

| Бекешчаба |

| Чемпіон Європи 1990 |
| ------------------- |
| СРСР 6-й титул      |

## Збірні, що кваліфікувались намолодіжний ЧС 1991
- Англія
- Португалія (господарі)
- Ірландія
- СРСР
- Іспанія
- Швеція